# Thierry Paquot
Thierry Paquot, nacido en 1952 en Saint-Denis (Seine-Saint-Denis, Francia), es un filósofo y catedrático en el Instituto de urbanismo de París (universidad Paris-Est Créteil Val-de-Marne).

## Biografía
Thierry Paquot ha sido profesor en l'École d'architecture de Paris-La Défense, l'École centrale, l'École nationale des ponts et chaussées, en la escuela de arquitectura La Cambre en Bruselas y en el departamento de urbanismo de la universidad de arquitectura de Venecia. También da conferencias en Francia y en el extranjero.
Fue editor de la revista Urbanisme entre 1994 y 2012. Fue productor del programa de radio "Permis de construire" en France Cultre (1996-2000) y del programa "Côté Ville" (2000-2012).
Es miembro del comité de redacción de las revistas Esprit, Hermès, Books, Diversité, Entropia, Scape (Holanda), Localities (Corea del sur) y Urban (Italia). 
Ha trabajado en varias editoriales : lanzó la colección "Actuels" en la editorial Sycomore ; fue director literario en La Découverte durante una decena de años ocupándose de las colecciones "l'état du monde", "armillaire", "textes à l'appui" ; trabaja en Quai Voltaire ; es cofundador des la editorial Descartes & Cie. 
Ha escrito numerosos ensayos sobre urbanismo y arquitectura. Su libro El arte de la siesta ha sido traducido en varios idiomas.

## Publicaciones

### En español
- El arte de la siesta, José J. Olañeta Editor, 2003.

### En francés
- Les Passions Le Corbusier (sous la direction de), éd. de la Villette, 1989 ;
- Homo urbanus, Le Félin, 1990
- Villes et Civilisation urbaine, anthologie, avec Marcel Roncayolo, Larousse, 1992 ;
- Vive la ville !, Arléa-Corlet, 1994
- Le Monde des villes (sous la direction de), Complexe, 1996
- L’Utopie ou l’Idéal piégé, Hatier, 1996
- L'Art de la sieste, Zulma, 1998 (réédition 2008)
- La Ville et l'Urbain, l’état des savoirs, avec Michel Lussault, Sophie Body-Gendrot (sous la direction de), La Découverte, 2000
- Le Quotidien urbain (sous la direction de), La Découverte, 2001
- Le Toit, seuil du cosmos, Alternatives, 2003
- Habiter l’utopie : Le familistère Godin à Guise, avec Marc Bedarida, éd. de la Villette, troisième édition revue et augmentée, 2004
- L’Inde, côté villes, L’Harmattan, 2005
- L’Éloge du luxe, Bourin éditeur, 2005
- La Ville au cinéma, encyclopédie, Cahiers du cinéma, 2005
- Dictionnaire la ville et l’urbain, avec Denise Pumain et Richard Kleinschmager, Economica, 2006.
- Des corps urbains, éd. Autrement, 2006
- Terre urbaine. Cinq défis pour le devenir urbain de la planète, La Découverte, 2006
- Utopies et Utopistes, La Découverte, coll. « Repères », 2007
- Petit manifeste pour une écologie existentielle, Bourrin éditeur, 2007
- Habiter, le propre de l’humain. Villes, territoires et philosophie, avec Michel Lussault et Chris Younès (sous la direction de), La Découverte, 2007
- La Folie des hauteurs. Pourquoi s'obstiner à construire des tours ?, Bourin éditeur, 2008
- Conversation  sur la ville et l’urbain, Infolio, 2008
- Ghettos de riches. Tour du monde des enclaves résidentielles sécurisées (sous la direction de), Perrin, 2009
- Le Territoire des philosophes : Lieu et Espace dans la pensée au XXe siècle, avec Chris Younès (sous la direction de), La Découverte, 2009
- L’Espace public, La Découverte, coll. « Repères », 2009 (réédition 2015)
- L'urbanisme c'est notre affaire !, L'Atalante, 2010
- Les faiseurs de ville, textes rassemblés par, Infolio, 2010
- Philosophie de l'environnement et milieux urbains, avec Chris Younès, La Découverte, 2010
- Un philosophe en ville. Essais, Infolio, coll. « Archigraphy Poche », 2011
- L'Ami livre. Confidences d'un bouquinomane, La Brèche, 2011
- AlterArchitectures Manifesto (co-direction avec Y. Masson et M. Stapphopolous), Eterotopia/infolio, 2012
- Introduction à Ivan Illich, La Découverte, coll. « Repères », 2012
- Repenser l'urbanisme (sous la direction de), Infolio, 2013
- L'Esprit des villes (rhapsode), Revue annuelle, Infolio, 2014
- Le voyage contre le tourisme, "Rhizome", Eterotopia, 2014[1]
- Les 100 mots de la ville, en collaboration avec Julien Damon, "Que sais-je?", PUF, 2014[2]
- Ville, Architecture et communication (sous la direction de), "Les Essentiels d'Hermès", Paris, CNRS éditions, 2014
- Désastres urbains. Les villes meurent aussi, La Découverte, 2015[3]
- Lewis Mumford pour une juste plénitude, Le Passager Clandestin, 2015
- La ville récréative. Enfants joueurs et écoles buissonnières, sous la direction de, Infolio, 2015
- Les situationnistes en ville, (sous la direction de), Infolio, 2015